# سیارک ۳۳۴۵
سیارک ۳۳۴۵ (به انگلیسی: 3345 Tarkovskij، نامگذاری:1982YC1) سه هزار و سیصد و چهل و پنجمین سیارک کشف شده‌است که در ۲۳ دسامبر ۱۹۸۲ کشف شد.
قدر مطلق سیارک برابر ۱۱٫۶۰ است.